# Nikolaus Bienefeld
Nikolaus Bienefeld (* 2. März 1958 in Wesseling) ist ein deutscher Architekt, Hochschullehrer, Künstler und Möbeldesigner.

## Werdegang
Nikolaus Bienefeld wuchs als Sohn von Heinz Bienefeld auf. Er machte zwischen 1976 und 1979 eine Schreinerlehre und studierte von 1983 bis 1989 Malerei und Bildhauerei an der Kunstakademie Düsseldorf, als Meisterschüler bei Jan Dibbets. 1996 übernahm er das Büros seines Vaters.
Bienefeld lehrte als Vertretungsprofessor an der FH Lippe & Höxter Detmold (2000–2001), als Lehrbeauftragter (2007–2009), als Vertretungsprofessor (2009–2014) und seit 2014 als Professor an der Technischen Hochschule Köln.

## Bauwerke
- 1996–1997: Haus Bienefeld, Berlin

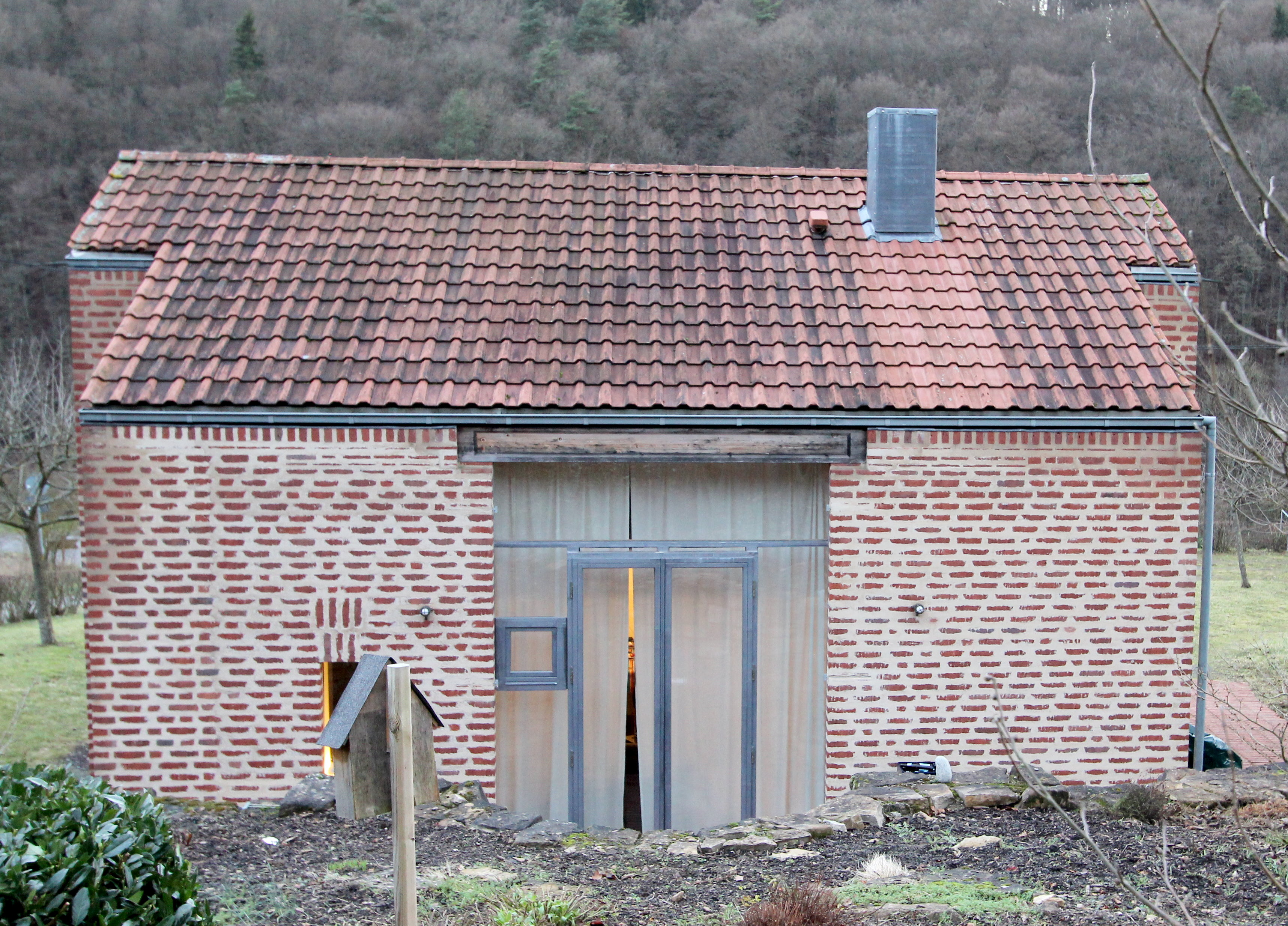
Haus Morjan-Poeten, Hüttingen an der Kyll

- 2000–2002: Haus Schuller, Berlin-Falkensee
- 1992–2003: St. Katharina von Siena, Köln (Entwurf: Heinz Bienefeld)[4]
- 2003–2005: Haus Schainberg, Birk
- 2004–2005: Haus Morjan-Poeten, Hüttingen an der Kyll
- 2006–2007: Glashaus Tippkötter, Bergisch Gladbach
- 2008: Haus Denkler-Jacobs, Kirchheim
- 2011: Umbau Haus Marie-Luise Maintz, Ollheim
- 2003: Umbau Wohnung Thorn-Prikker, Bad Godesberg

## Ehrungen und Preise
- 1998: Auszeichnung Holzbaupreis Neue Bundesländer für Haus Bienefeld, Berlin
- 2004: Schelling Medaille
- 2006: Auszeichnung – Kölner Architekturpreis für St. Katharina von Siena, Köln
- 2006: BDA Architekturpreis Rheinland Pfalz für Haus Morjan-Poeten, Hüttingen an der Kyll[5]
- 2006: Auszeichnung guter Bauten des BDA Bonn-Rhein-Sieg für Haus Morjan-Poeten, Hüttingen an der Kyll[6]
- 2007: Anerkennung – Architekturpreis-Ziegelzentrum Süd für Haus Morjan-Poeten, Hüttingen an der Kyll
- 2007: Auszeichnung – BDA Architekturpreis Bonn/Rhein-Sieg für Haus Schainberg
- 2010: 3. Rang – Brick Award für Haus Morjan-Poeten, Hüttingen an der Kyll
- 2011: Nominierung – Fritz-Höger-Preis für Haus Morjan-Poeten, Hüttingen an der Kyll
- 2013: Auszeichnung – Häuser des Jahres für Haus Denkler-Jacobs, Kirchheim
- 2014: Anerkennung – Auszeichnung guter Bauten des BDA Bonn-Rhein-Sieg für Haus Denkler-Jacobs[7]

## Filmografie
- 2010: Wienerberger Brick Award 2010: 3rd Prize - Nikolaus Bienefeld
- 2023: Reden zur Vernissage | Piazze di Torino | Prof. Nikolaus Bienefeld, Viola Pritzkau, Felix Feldhofer